# Milcząca gwiazda
Milcząca gwiazda – film fantastycznonaukowy z 1960 roku w reżyserii Kurta Maetziga, który wyprodukowany został w kooperacji Polski i NRD. Fabuła obrazu powstała na podstawie powieści Astronauci Stanisława Lema.
Zdjęcia filmowe rozpoczęły się w 1959 roku; wykorzystano okolice Zakopanego oraz atelier DEFY w Babelsbergu pod Berlinem.
W 1962 roku, po uprzednim przemontowaniu przez Hugo Grimaldiego, i wykonaniu angielskiego dubbingu, film wszedł na ekrany amerykańskich kin jako First Spaceship on Venus. Inne, różnie zmontowane i dubbingowane, a nawet wyposażone w inne dialogi, wersje krążyły po rynku amerykańskim jako: Spaceship Venus Does Not Reply, Planet of the Dead, czy Silent Star. Poszczególne wersje mają różną długość i trwają od 78 do 130 minut.

## Opis fabuły
Podczas prac na Syberii odnaleziony zostaje pojemnik pochodzenia pozaziemskiego. Okazuje się, że ten pojemnik stanowi swego rodzaju czarną skrzynkę pojazdu kosmicznego z Wenus, który rozbił się na Ziemi wywołując katastrofę tunguską. Niestety w wyniku wysokich temperatur skrzynka zostaje uszkodzona, a zapis na niej częściowo nieczytelny. Wszystkie narody świata, poza USA, w duchu jedności postanawiają zebrać najlepszych naukowców i wyprawić ich na Wenus w celu nawiązania kontaktu z obcą cywilizacją. Do tego celu ma posłużyć Kosmokrator, udostępniony przez Związek Radziecki statek kosmiczny zdolny do podróży międzyplanetarnych.

## Obsada
- Ignacy Machowski – Sołtyk
- Yōko Tani – Doktor Sumiko Ogimura
- Oldřich Lukeš – Profesor Harringway Hawling
- Julius Ongewe – Tulus
- Michaił N. Postnikow – Arseniew
- Kurt Rackelmann – Sikarna
- Günther Simon – Rajmund Brinkmann
- Tang-Hua-Ta – Doktor Tschen-Yu
- Lucyna Winnicka – Reporterka Interwizji
- Stanisław Igar – Naukowiec słuchający wykładu Arseniewa

### Polski dubbing
- Władysław Hańcza – profesor Weimann
- Stanisław Milski – Sikano
- Danuta Szaflarska – doktor Sumiko
- Andrzej Szczepkowski – Rajmund Brinkmann
- Igor Śmiałowski – Hawling